# Lista de vitórias da Argentina na Fórmula 1
Relacionamos a seguir as vitórias obtidas pela Argentina no mundial de Fórmula 1 num total de trinta e oito até o campeonato de 2025.

## Resumo

### Caminho aberto por Fangio
No Grande Prêmio da Grã-Bretanha de 1950 coube a Juan Manuel Fangio a honra de ser o primeiro argentino a participar do mundial de Fórmula 1 formando par com o Príncipe Bira da Tailândia como os únicos pilotos do grid nascidos fora da Europa e embora o ídolo sul-americano tenha abandonado graças a um vazamento de óleo, seu esforço foi recompensado por uma vitória na etapa seguinte em Mônaco no primeiro êxito de uma carreira que o levaria a ser pentacampeão mundial (1951, 1954, 1955, 1956, 1957) numa das mais bem-sucedidas trajetórias na história das competições automobilísticas, potencializada pelo fato que seus títulos foram conquistados a partir dos 40 anos. Com sua aposentadoria, o máximo que a Argentina colheu foi o vice-campeonato de Carlos Reutemann em 1981.

### Desempenho em casa
Juan Manuel Fangio venceu o Grande Prêmio da Argentina em 1954, 1955, 1956 e 1957.

## Vitórias argentinas por ano
Em contagem atualizada até 2024, a Argentina está há quarenta e três anos sem vencer na Fórmula 1, perfazendo 778 corridas.
- Ano de 1950

| Grande Prêmio | Circuito          | Data da corrida | Vencedor           | Carro      | Motor      | Referências |
| ------------- | ----------------- | --------------- | ------------------ | ---------- | ---------- | ----------- |
| Mônaco        | Montecarlo        | 21 de maio      | Juan Manuel Fangio | Alfa Romeo | Alfa Romeo | [ 5 ]       |
| Bélgica       | Spa-Francorchamps | 18 de junho     | Juan Manuel Fangio | Alfa Romeo | Alfa Romeo | [ 6 ]       |
| França        | Reims-Gueux       | 2 de julho      | Juan Manuel Fangio | Alfa Romeo | Alfa Romeo | [ 7 ]       |

- Ano de 1951

| Grande Prêmio | Circuito    | Data da corrida | Vencedor              | Carro      | Motor      | Referências      |
| ------------- | ----------- | --------------- | --------------------- | ---------- | ---------- | ---------------- |
| Suíça         | Bremgarten  | 27 de maio      | Juan Manuel Fangio    | Alfa Romeo | Alfa Romeo | [ 8 ]            |
| França        | Reims-Gueux | 1º de julho     | Juan Manuel Fangio    | Alfa Romeo | Alfa Romeo | [ 9 ] [ nota 1 ] |
| Grã-Bretanha  | Silverstone | 14 de julho     | José Froilán González | Ferrari    | Ferrari    | [ 10 ]           |
| Espanha       | Pedralbes   | 28 de outubro   | Juan Manuel Fangio    | Alfa Romeo | Alfa Romeo | [ 11 ]           |

- Ano de 1953

| Grande Prêmio | Circuito | Data da corrida | Vencedor           | Carro    | Motor    | Referências |
| ------------- | -------- | --------------- | ------------------ | -------- | -------- | ----------- |
| Itália        | Monza    | 13 de setembro  | Juan Manuel Fangio | Maserati | Maserati | [ 12 ]      |

- Ano de 1954

| Grande Prêmio | Circuito          | Data da corrida | Vencedor              | Carro    | Motor    | Referências       |
| ------------- | ----------------- | --------------- | --------------------- | -------- | -------- | ----------------- |
| Argentina     | Buenos Aires      | 17 de janeiro   | Juan Manuel Fangio    | Maserati | Maserati | [ 13 ] [ nota 2 ] |
| Bélgica       | Spa-Francorchamps | 20 de junho     | Juan Manuel Fangio    | Maserati | Maserati | [ 14 ] [ nota 2 ] |
| França        | Reims-Gueux       | 4 de julho      | Juan Manuel Fangio    | Mercedes | Mercedes | [ 15 ]            |
| Grã-Bretanha  | Silverstone       | 17 de julho     | José Froilán González | Ferrari  | Ferrari  | [ 16 ]            |
| Alemanha      | Nürburgring       | 1º de agosto    | Juan Manuel Fangio    | Mercedes | Mercedes | [ 17 ]            |
| Suíça         | Bremgarten        | 22 de agosto    | Juan Manuel Fangio    | Mercedes | Mercedes | [ 18 ]            |
| Itália        | Monza             | 5 de setembro   | Juan Manuel Fangio    | Mercedes | Mercedes | [ 19 ]            |

- Ano de 1955

| Grande Prêmio | Circuito          | Data da corrida | Vencedor           | Carro    | Motor    | Referências   |
| ------------- | ----------------- | --------------- | ------------------ | -------- | -------- | ------------- |
| Argentina     | Buenos Aires      | 16 de janeiro   | Juan Manuel Fangio | Mercedes | Mercedes | [ 20 ] [ 21 ] |
| Bélgica       | Spa-Francorchamps | 5 de junho      | Juan Manuel Fangio | Mercedes | Mercedes | [ 22 ]        |
| Países Baixos | Zandvoort         | 19 de junho     | Juan Manuel Fangio | Mercedes | Mercedes | [ 23 ]        |
| Itália        | Monza             | 11 de setembro  | Juan Manuel Fangio | Mercedes | Mercedes | [ 24 ]        |

- Ano de 1956

| Grande Prêmio | Circuito     | Data da corrida | Vencedor           | Carro   | Motor   | Referências       |
| ------------- | ------------ | --------------- | ------------------ | ------- | ------- | ----------------- |
| Argentina     | Buenos Aires | 22 de janeiro   | Juan Manuel Fangio | Ferrari | Ferrari | [ 25 ] [ nota 1 ] |
| Grã-Bretanha  | Silverstone  | 14 de julho     | Juan Manuel Fangio | Ferrari | Ferrari | [ 26 ]            |
| Alemanha      | Nürburgring  | 5 de agosto     | Juan Manuel Fangio | Ferrari | Ferrari | [ 27 ]            |

- Ano de 1957

| Grande Prêmio | Circuito          | Data da corrida | Vencedor           | Carro    | Motor    | Referências |
| ------------- | ----------------- | --------------- | ------------------ | -------- | -------- | ----------- |
| Argentina     | Buenos Aires      | 13 de janeiro   | Juan Manuel Fangio | Maserati | Maserati | [ 28 ]      |
| Mônaco        | Montecarlo        | 19 de maio      | Juan Manuel Fangio | Maserati | Maserati | [ 29 ]      |
| França        | Rouen-Les-Essarts | 7 de julho      | Juan Manuel Fangio | Maserati | Maserati | [ 30 ]      |
| Alemanha      | Nürburgring       | 4 de agosto     | Juan Manuel Fangio | Maserati | Maserati | [ 31 ]      |

- Ano de 1974

| Grande Prêmio | Circuito       | Data da corrida | Vencedor         | Carro   | Motor | Referências   |
| ------------- | -------------- | --------------- | ---------------- | ------- | ----- | ------------- |
| África do Sul | Kyalami        | 30 de março     | Carlos Reutemann | Brabham | Ford  | [ 32 ]        |
| Áustria       | Österreichring | 18 de agosto    | Carlos Reutemann | Brabham | Ford  | [ 33 ]        |
| EUA           | Watkins Glen   | 6 de outubro    | Carlos Reutemann | Brabham | Ford  | [ 34 ] [ 35 ] |

- Ano de 1975

| Grande Prêmio | Circuito    | Data da corrida | Vencedor         | Carro   | Motor | Referências |
| ------------- | ----------- | --------------- | ---------------- | ------- | ----- | ----------- |
| Alemanha      | Nürburgring | 3 de agosto     | Carlos Reutemann | Brabham | Ford  | [ 36 ]      |

- Ano de 1977

| Grande Prêmio | Circuito   | Data da corrida | Vencedor         | Carro   | Motor   | Referências |
| ------------- | ---------- | --------------- | ---------------- | ------- | ------- | ----------- |
| Brasil        | Interlagos | 23 de janeiro   | Carlos Reutemann | Ferrari | Ferrari | [ 37 ]      |

- Ano de 1978

| Grande Prêmio | Circuito     | Data da corrida | Vencedor         | Carro   | Motor   | Referências |
| ------------- | ------------ | --------------- | ---------------- | ------- | ------- | ----------- |
| Brasil        | Jacarepaguá  | 29 de janeiro   | Carlos Reutemann | Ferrari | Ferrari | [ 38 ]      |
| Oeste dos EUA | Long Beach   | 2 de abril      | Carlos Reutemann | Ferrari | Ferrari | [ 39 ]      |
| Grã-Bretanha  | Brands Hatch | 16 de julho     | Carlos Reutemann | Ferrari | Ferrari | [ 40 ]      |
| EUA           | Watkins Glen | 1º de outubro   | Carlos Reutemann | Ferrari | Ferrari | [ 41 ]      |

- Ano de 1980

| Grande Prêmio | Circuito   | Data da corrida | Vencedor         | Carro    | Motor | Referências |
| ------------- | ---------- | --------------- | ---------------- | -------- | ----- | ----------- |
| Mônaco        | Montecarlo | 18 de maio      | Carlos Reutemann | Williams | Ford  | [ 42 ]      |

- Ano de 1981

| Grande Prêmio | Circuito    | Data da corrida | Vencedor         | Carro    | Motor | Referências |
| ------------- | ----------- | --------------- | ---------------- | -------- | ----- | ----------- |
| Brasil        | Jacarepaguá | 29 de março     | Carlos Reutemann | Williams | Ford  | [ 43 ]      |
| Bélgica       | Zolder      | 17 de maio      | Carlos Reutemann | Williams | Ford  | [ 44 ]      |

## Vitórias por equipe
- Ferrari: 10
- Mercedes: 8
- Maserati: 7
- Alfa Romeo: 6
- Brabham: 4
- Williams: 3